# قطعنامه ۴۹۲ شورای امنیت
قطعنامه ۴۹۲ شورای امنیت سازمان ملل متحد که در تاریخ ۱۰ نوامبر ۱۹۸۱ تصویب شد، سندی بین‌المللی دربارهٔ پذیرش اعضای جدید سازمان ملل متحد: آنتیگوآ و باربودا است. این قطعنامه طی نشست ۲٬۳۰۹ام با ۱۵ موافق، ۰ مخالف و ۰ ممتنع تصویب شد.